# An der Roster
An der Roster war eine Ortslage im Norden der bergischen Großstadt Wuppertal.

## Lage und Beschreibung
Die Ortslage lag an dem heutigen Domagkweg im Norden des Wohnquartiers Uellendahl-West im Stadtbezirk Uellendahl-Katernberg auf einer Höhe von 284 m ü. NHN. Die Ortslage ist heute mit der Wohnsiedlung am Domagkweg überbaut.

## Geschichte
Im 19. Jahrhundert gehörte An der Roster zur Mirker Rotte der Oberbürgermeisterei Elberfeld. Der Ort ist auf der Topographischen Aufnahme der Rheinlande von 1824 als Roster eingezeichnet, ebenso auf der Preußischen Uraufnahme von 1843. Auf dem Wuppertaler Stadtplan von 1930 ist es als An der Roster eingezeichnet.
1815/16 werden 23 Einwohner gezählt. Der laut der Statistik und Topographie des Regierungsbezirks Düsseldorf als Kotten kategorisierte Ort wurde zu dieser Zeit An der Roster genannt und besaß zwei Wohnhäuser und zwei landwirtschaftliche Gebäude. Zu dieser Zeit lebten 20 Einwohner im Ort, einer davon katholischen, 19 evangelischen Glaubens.
In der Nachbarschaft von An der Roster lagen die zeitgenössischen Höfe und Ortslagen Am Winkel, Am Gebrannten, An der Lanter, Am Lübertshäuschen, Bratwurst, Sonnenschein und An der Schneis, die heute zumeist ebenfalls in die gewachsene städtische Bebauung aufgegangen sind. Auf dem Wuppertaler Stadtplan von 1930 ist An der Roster noch als eigene Ortslage beschriftet, danach wird die Ortsbezeichnung nicht mehr verwendet.